# ソ連運輸省ACh2形気動車
ACh2形気動車（ロシア語: АЧ2）は、ソ連運輸通信省（МПС СССР, Министерство путей сообщения СССР）が1984年から導入したチェコスロバキアのヴァゴンカ・ストゥデーンカ製の気動車。動力車のACh2形と付随車のAPCh2形（ロシア語: АПЧ2）が同時に製造された。

## 概要

### 共通事項
1977年、ソ連運輸通信省（ソ連国鉄）は郊外のローカル非電化路線向けにチェコスロバキアのシュコダ・ワークス（現：シュコダ・トランスポーテーション）製の両運転台式気動車のAChO形を3両導入した。その運用実績を基に、よりソ連各地の路線での運用や保守に適した設計の量産車として、チェコスロバキアのヴァゴンカ・ストゥデーンカ（現：シュコダ・ヴァゴンカ）に発注を行ったのがACh2形気動車である。
エンジンなどの動力機器を備えた両運転台式のACh2形と、運転台やエンジンが搭載されていない増結用付随車のAPCh2形が製造され、ACh2形は最大2両のAPCh2形を総括制御する事が可能である。車体はステンレス製で車体側面にはビード加工が施されており、窓は二重ガラスとなっている。扉部と客室はデッキによって区切られており、車内にはトイレが1箇所設置されている。連結器は旧ソ連の鉄道車両における標準仕様であるSA3形自動連結器である。
以下、ACh2形とAPCh2形に分けて諸元を解説する。

### ACh2形（АЧ2）
一方の床上にディーゼルエンジンが設置されている両運転台式の動力車。日本国有鉄道における気動車の形式称号で言う「キハ」に該当する。前面は非貫通2枚窓で、ACh2形やAPCh2形との行き来は出来ない。座席配置は3列＋2列配置のボックスシートで、片側1箇所設置されている乗降扉は引き戸式の自動ドアである。冷房装置は搭載されておらず夏季は強制換気によって車内を冷やす一方、冬季はディーゼルエンジンの冷却時に生じた廃熱を利用した熱風により車内暖房が提供される。
エンジンや変速機など主要機器はリガ車両製作工場で製造されていたDR1形気動車と統一されており、レニングラードのズヴェズダが製造した12気筒V形4ストロークのM756P形エンジン（1,500 rpm）や、カルーガ技術工場製のGDP-1000形2段液体式変速機が搭載されている。制動装置は電空併用ブレーキを用いる。

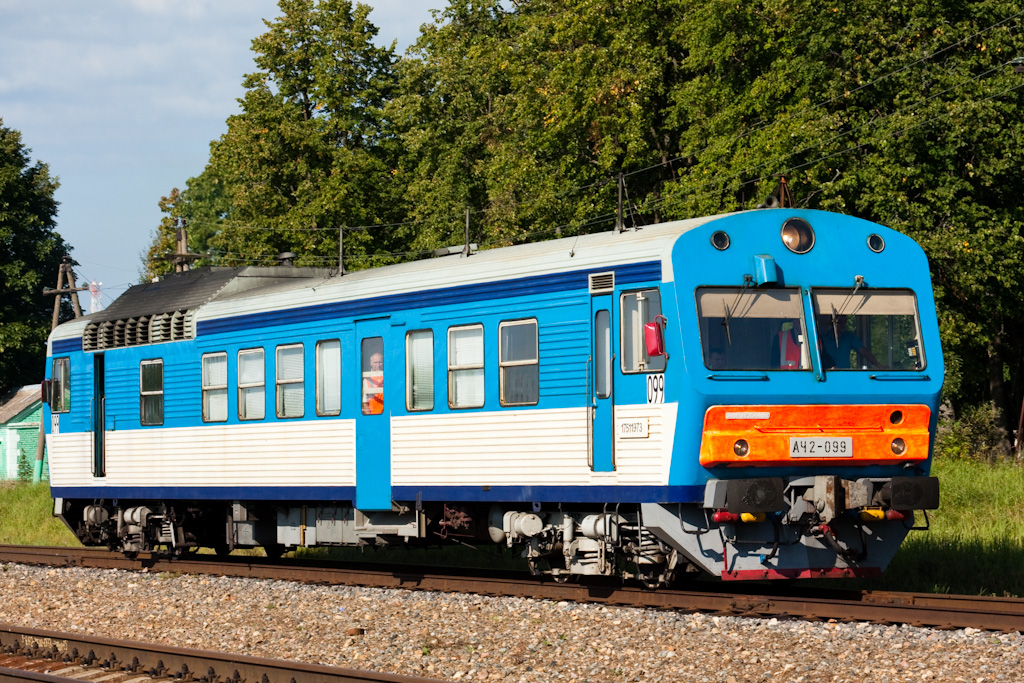
ACh2形（ACh2-009）
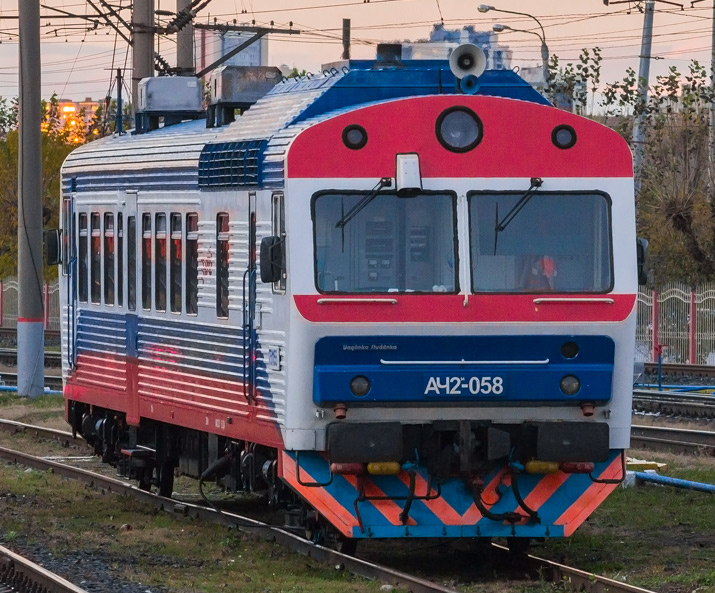
事業用車へ改造された車両も存在する（ACh2M-058）
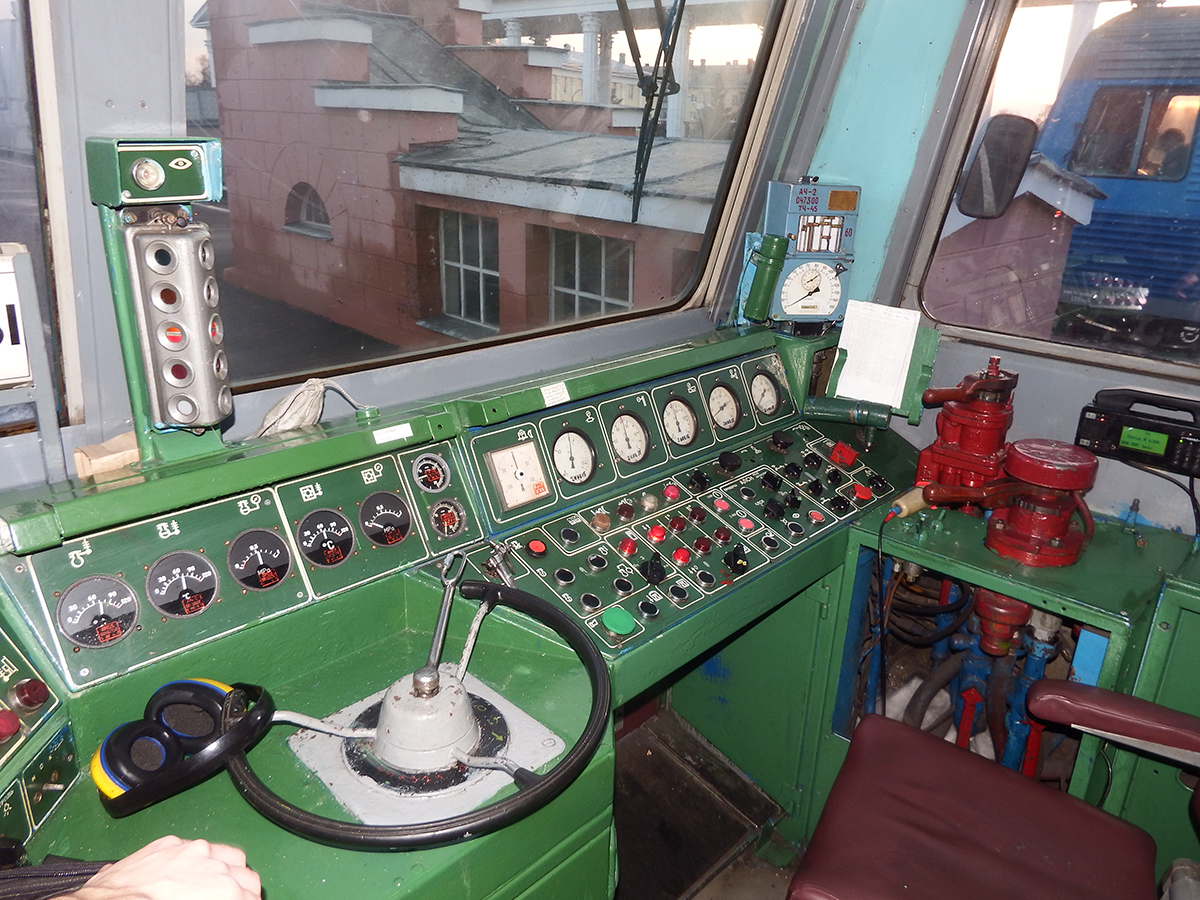
運転台（ACh2-055）
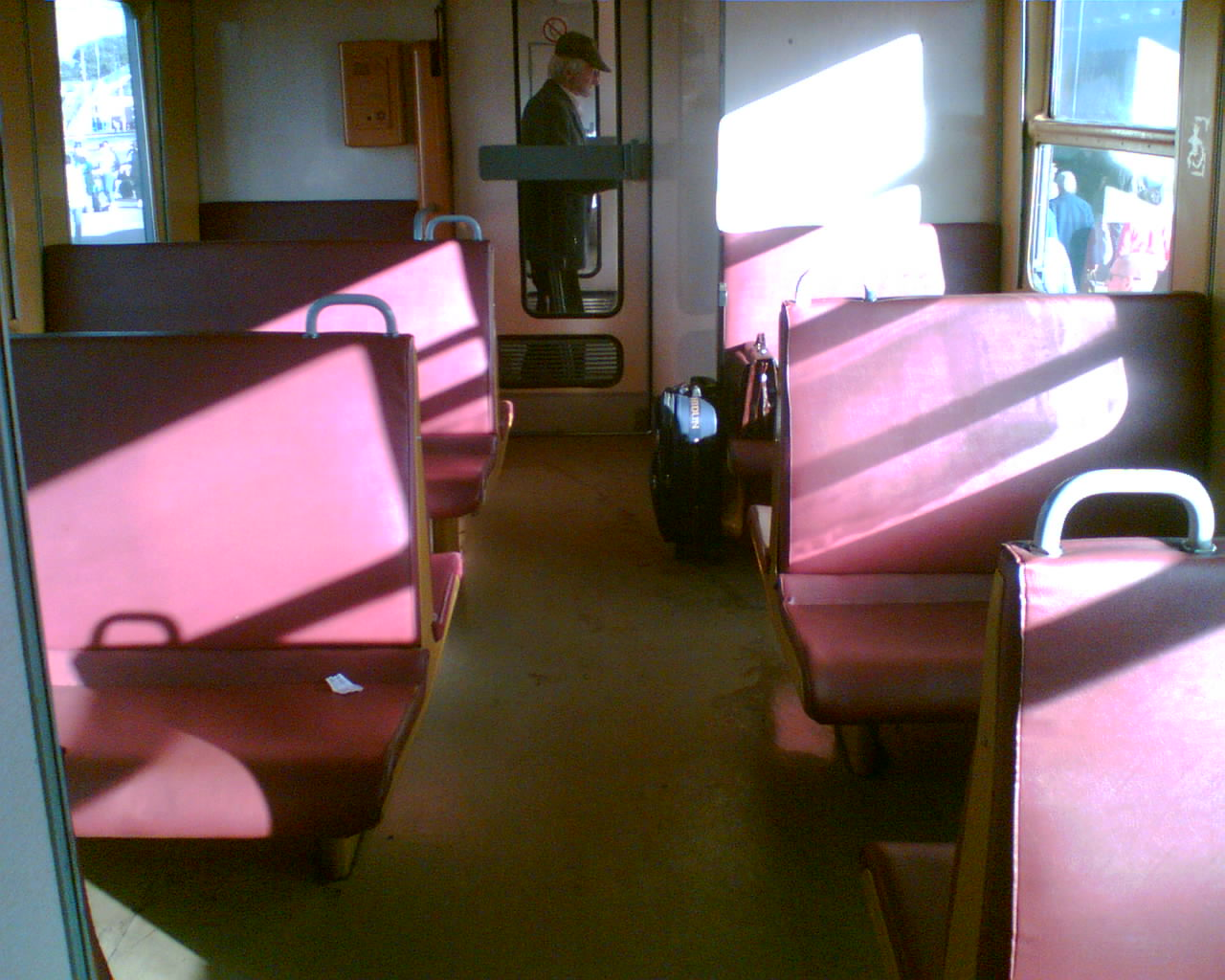
車内

### APCh2形（АПЧ2）
ACh2形と連結する付随車。日本国有鉄道における気動車の形式称号で言う「キサハ」に該当する。車体はACh2形と異なり客車に類似した形状となっており、連結面の貫通扉からAPCh2形間の行き来が可能となっている。車体の両端に乗降用の片開き自動ドアが設置されている。座席は3列＋2列のボックスシートで、冬季は動力車に搭載された発電機により電気ヒーターを稼働させ温めた空気を車内に送風する。

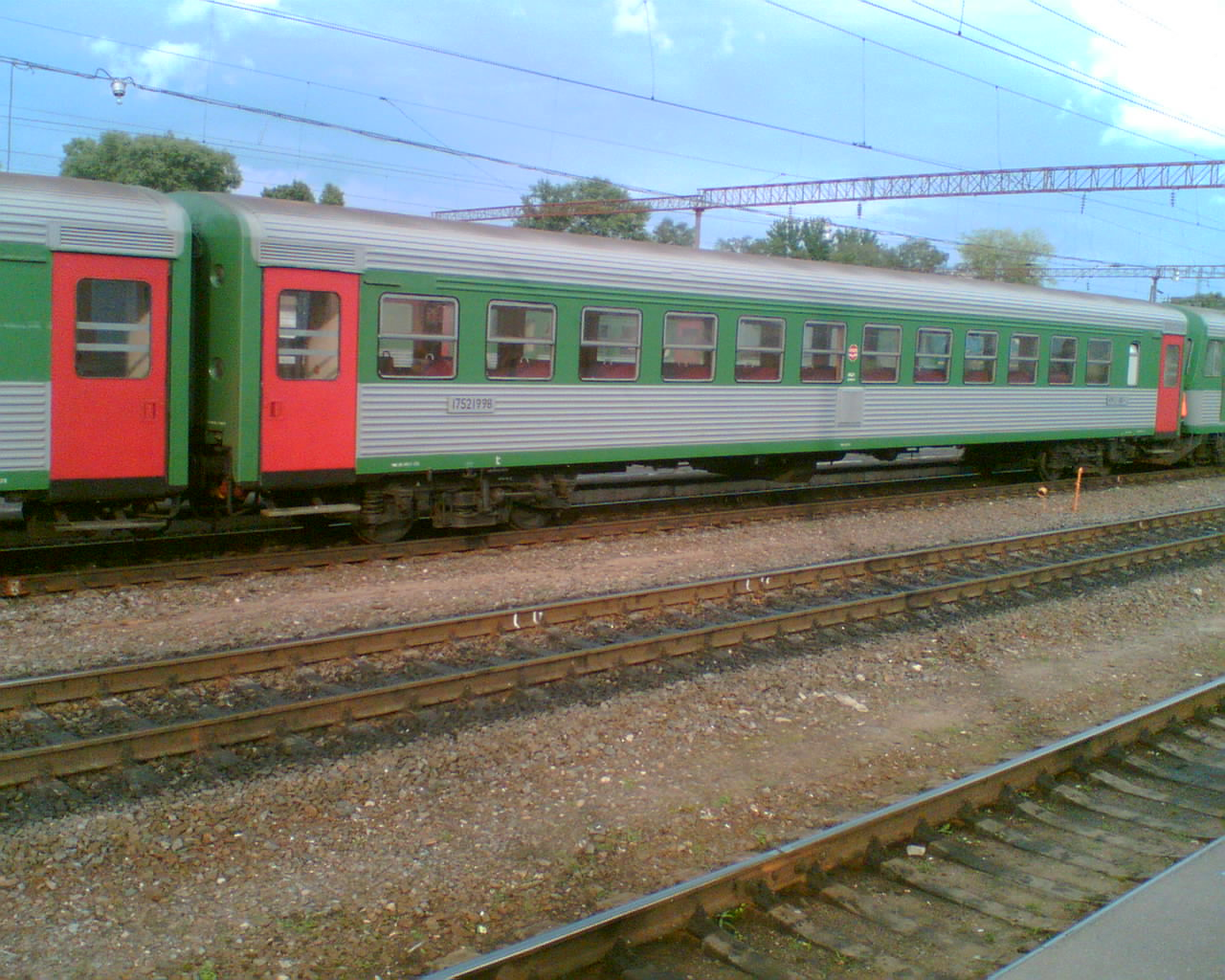
APCh2形
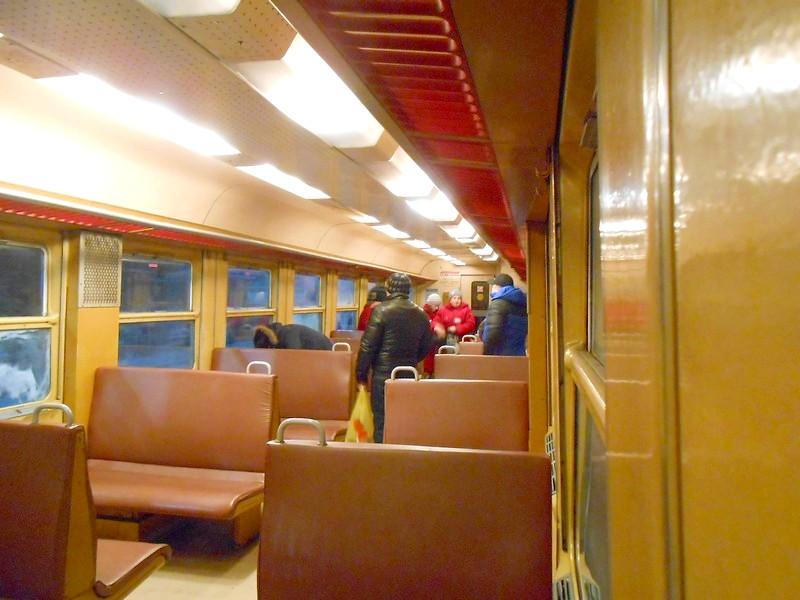
車内

## 運用
1984年から1985年にかけて試作車6両（ACh2形2両、APCh2形4両）が製造され、試験運用に用いられた後ACh2形は国際展示会"Railway Transport - 86"（ロシア語: Железнодорожный транспорт — 86）に展示された。これらの試作車は1990年代初頭までに廃車されている。
量産車は上記の試験を経た1988年から1990年に製造され、旧ソ連における南部や西部の地域へ導入が行われた。2017年の時点でロシア鉄道、ウクライナ鉄道、南カフカース鉄道の非電化路線で使用されている他、ロシア鉄道の一部路線では各鉄道の支社長用の職用車や牽引車など事業用車への転用が行われている。路線によってはACh2形を機関車代用として乗客を乗せず、連結されたAPCh形のみ客扱いを行う場合もある。

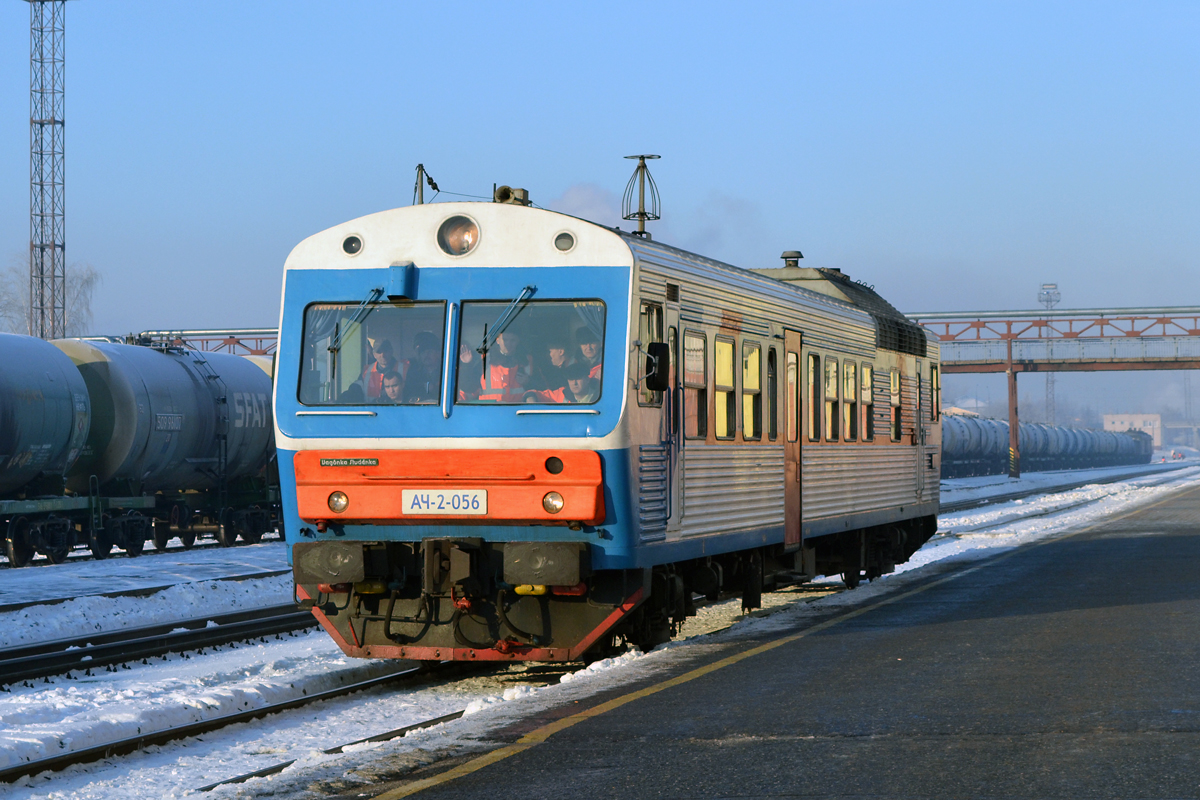
単行（1両編成） （ACh2形）
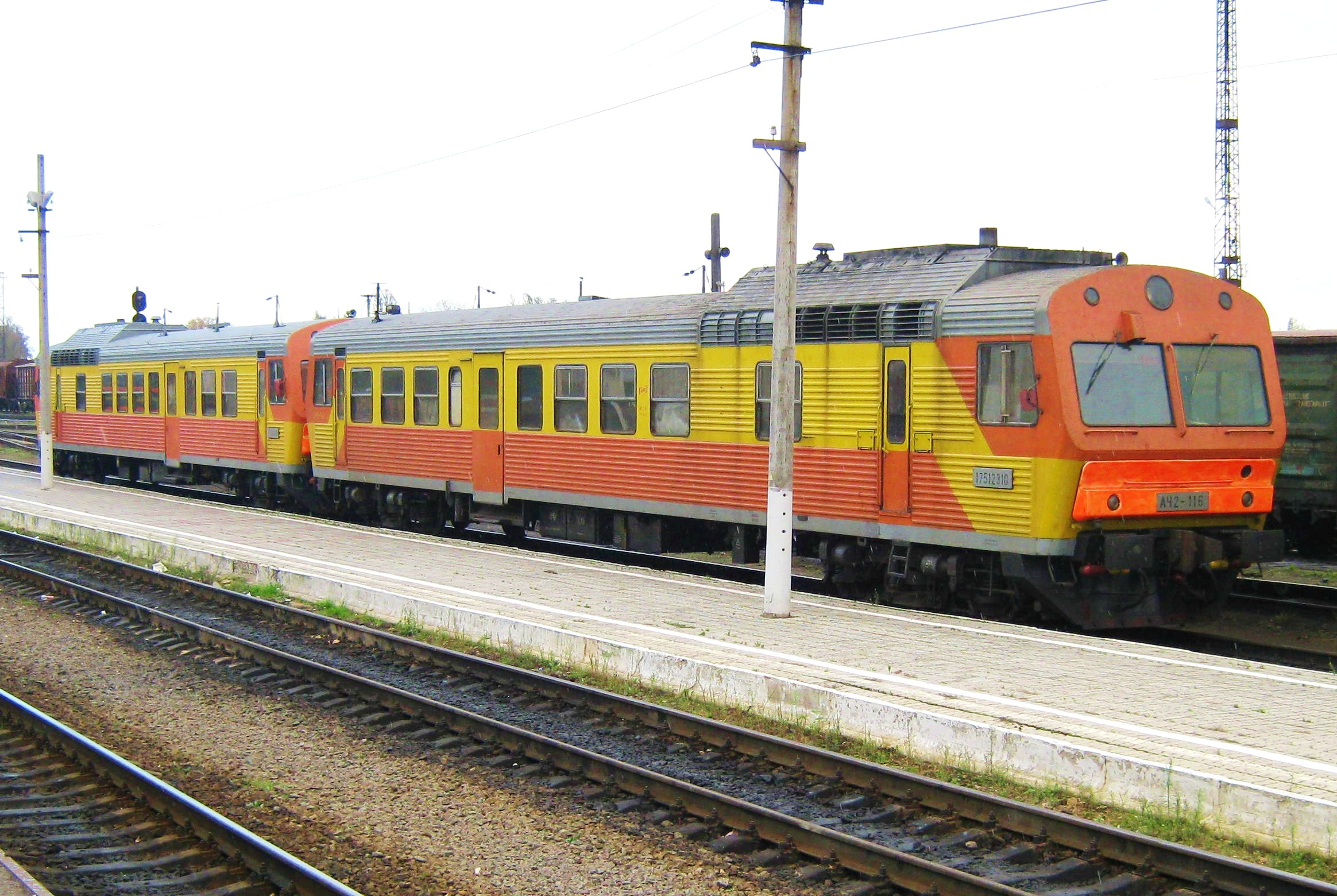
2両編成 （ACh2形＋ACh2形）
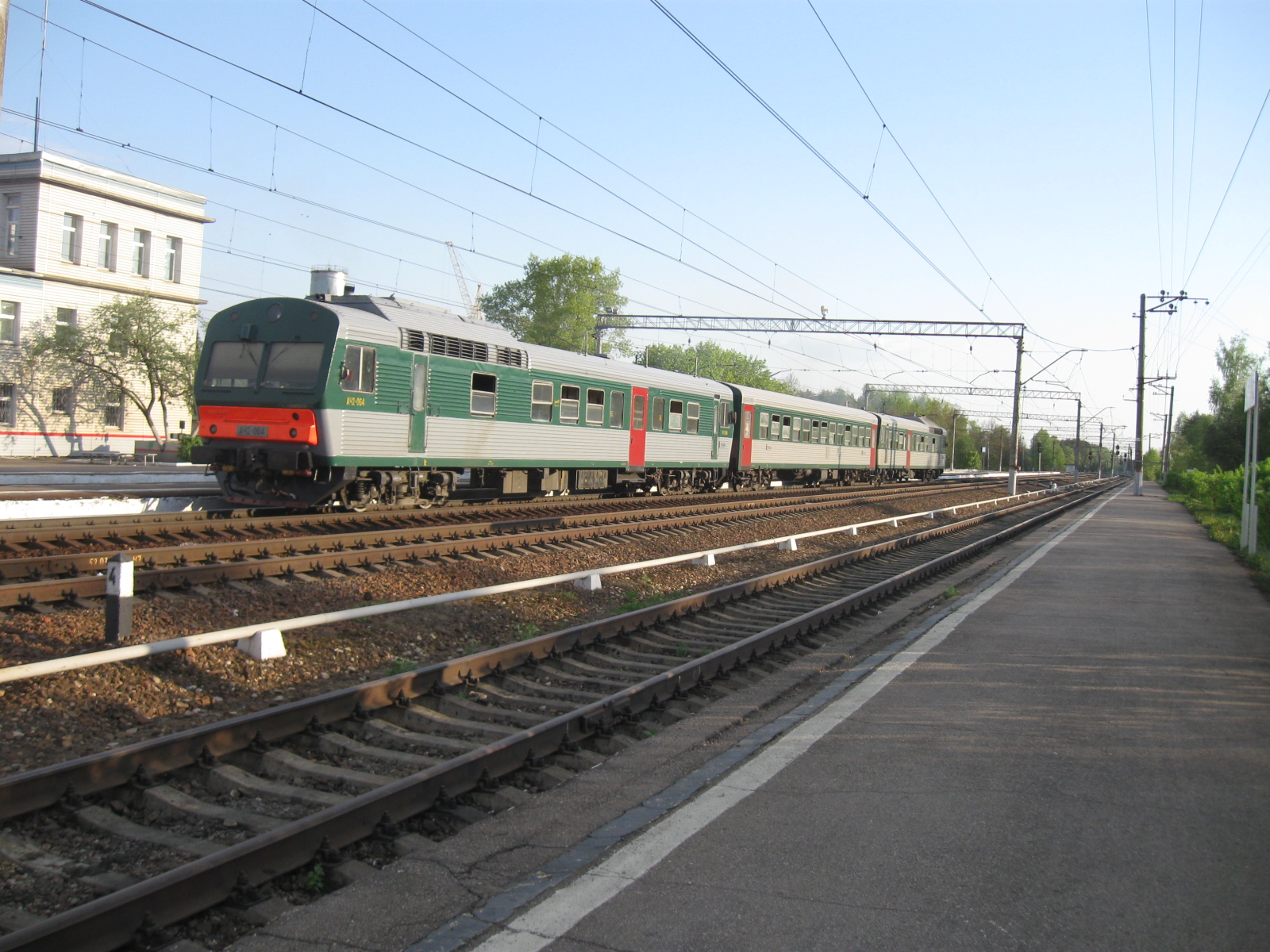
3両編成 （ACh2形＋APCh2形＋ACh2形）
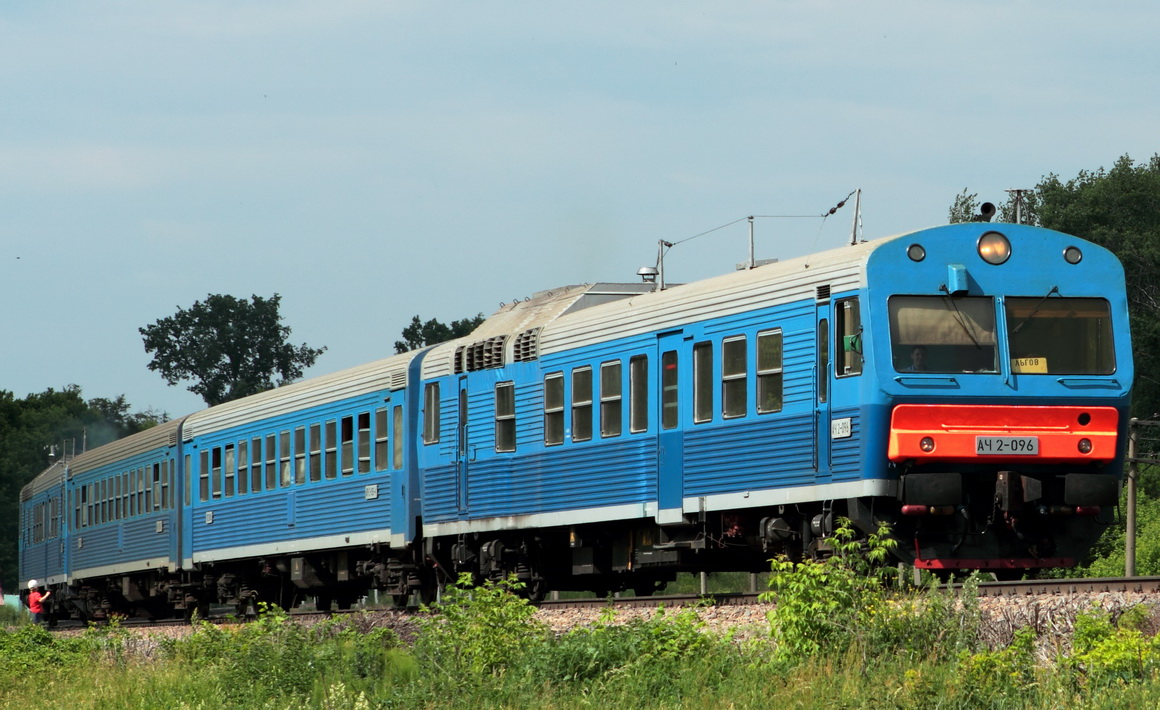
4両編成 （ACh2形＋APCh2形×2両＋ACh2形）
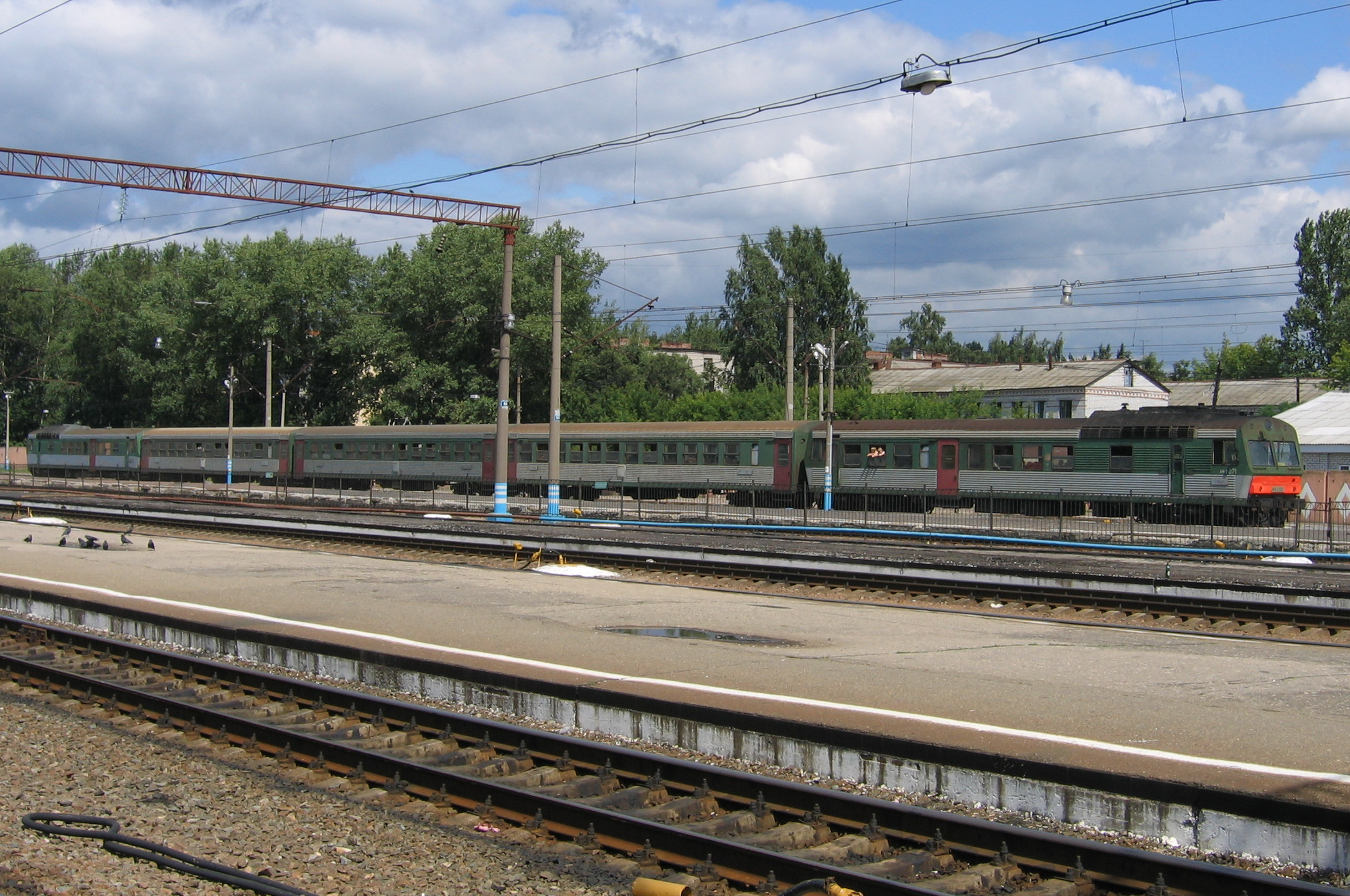
5両編成 （ACh2形＋APCh2形×3両＋ACh2形）
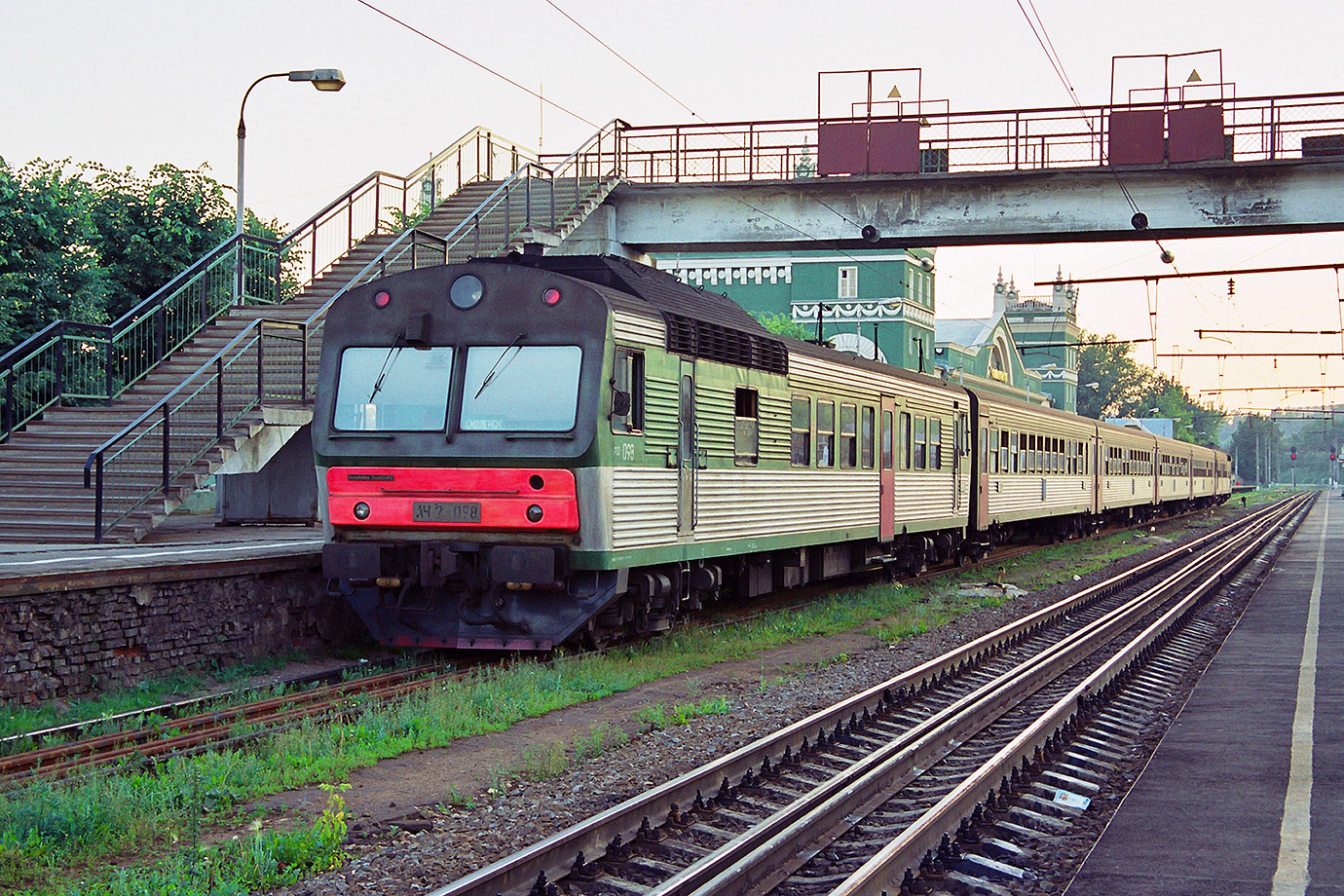
6両編成 （ACh2形＋APCh2形×4両＋ACh2形）